# کلمنتینه پلسنر
کلمنتینه پلسنر (آلمانی: Clementine Plessner؛ ۷ دسامبر ۱۸۵۵ – ۲۷ فوریه ۱۹۴۳) یک هنرپیشه اهل اتریش بود.
از فیلم‌ها یا برنامه‌های تلویزیونی که وی در آن نقش داشته است می‌توان به سفر به درون شب اشاره کرد.